# Record de France de natation messieurs du 10 × 100 mètres nage libre
Progression du record de France de natation sportive messieurs pour l'épreuve du 10x100 mètres nage libre

## Bassin de 25 mètres
| Temps         | Laps    | Athlète             | Naissance | Âge | Équipe       | Compétition             | Lieu      | Date             |
| ------------- | ------- | ------------------- | --------- | --- | ------------ | ----------------------- | --------- | ---------------- |
| 8 min 23 s 90 |         |                     |           |     | CS Clichy 92 | Championnats interclubs | Dunkerque | 22 décembre 2001 |
|               | 48 s 99 | Julien Sicot        | 1978      | 23  |              |                         |           |                  |
|               | 49 s 01 | Franck Schott       | 1970      | 31  |              |                         |           |                  |
|               | 49 s 55 | Christophe Marchand | 1970      | 31  |              |                         |           |                  |
|               | 49 s 13 | Lionel Moreau       | 1974      | 27  |              |                         |           |                  |
|               | 52 s 58 | Stéphan Perrot      | 1977      | 24  |              |                         |           |                  |
|               | 50 s 43 | Sylvain Cros        | 1980      | 21  |              |                         |           |                  |
|               | 52 s 39 | Fabrice Beaunoir    | 1974      | 27  |              |                         |           |                  |
|               | 51 s 52 | Sébastien Sauvage   | 1976      | 25  |              |                         |           |                  |
|               | 50 s 24 | David Maitre        | 1980      | 21  |              |                         |           |                  |
|               | 50 s 06 | Davy Teinturier     | 1979      | 22  |              |                         |           |                  |